# Nuraghe Loelle
Die Nuraghe Loelle befindet sich auf einer Granit-Hochebene bei Buddusò in der Provinz Nord-Est Sardegna auf Sardinien. Nuraghen sind prähistorische und frühgeschichtliche Turmbauten der Bonnanaro-Kultur (2200–1600 v. Chr.) und der mit ihr untrennbar verbundenen, nachfolgenden Nuraghenkultur (etwa 1600–400 v. Chr.) auf Sardinien.
Die Nuraghe Loelle ist ein Mischtyp, gekennzeichnet durch Elemente der Korridor- und der Tholosnuraghe. Um die Nuraghe erstreckte sich eine große Siedlung aus Rundhütten. In der Nähe liegen zwei Gigantengräber. Es gibt Berichte von der Existenz eines Brunnenheiligtums, von dem aber keine Spuren existieren.
Das Denkmal ist auf verschiedenen Ebenen errichtet. Der ovale Hauptturm steht auf einem Felsvorsprung und hat einen Durchmesser von 9,5 auf 7,2 m. Er wird über einen 0,8 m breiten und 2,14 m hohen Eingang im Südosten erreicht, hinter dem sich ein 5,3 m langer offener Vorraum von 1,5 bis 1,0 m Breite befindet. Ein Zugang führt in die zentrale Kammer mit zwei Nischen.
In den 1990er Jahren wurde die Nuraghe von Paola Basoli ausgegraben. In der Nähe liegt das nur rudimentäre Gigantengrab von Loelle.

Nuraghe Loelle
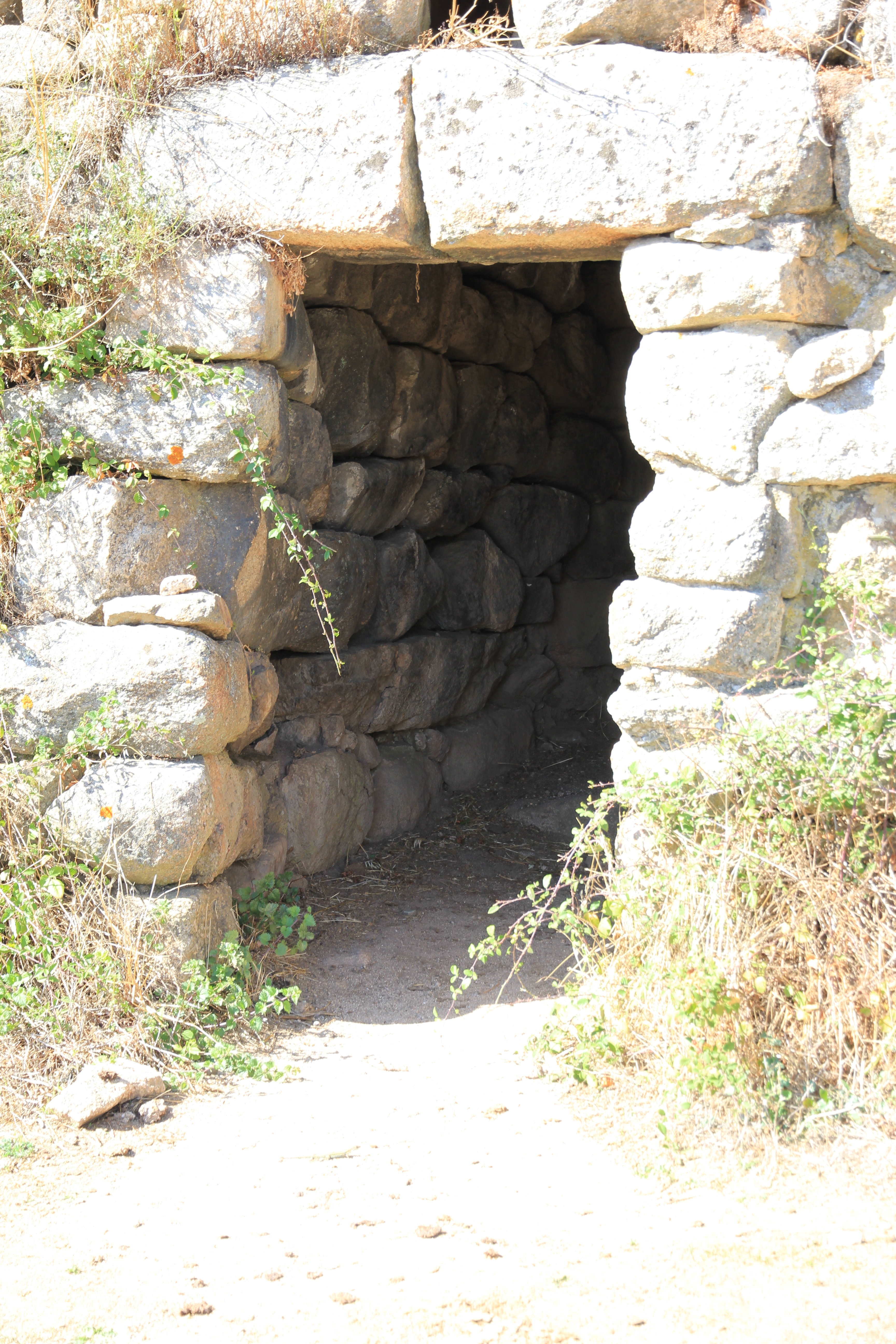
Zugang
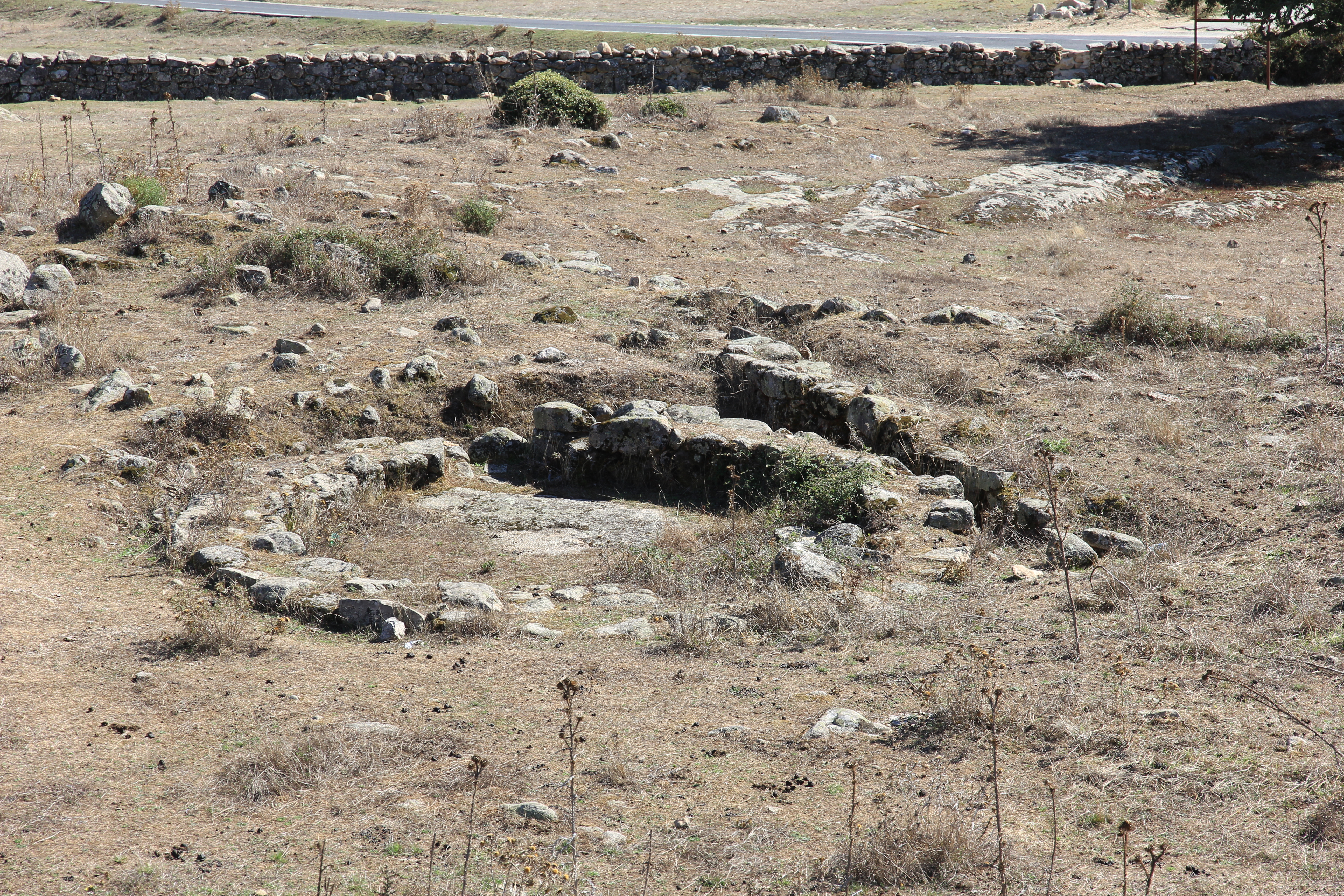
Rundhütte
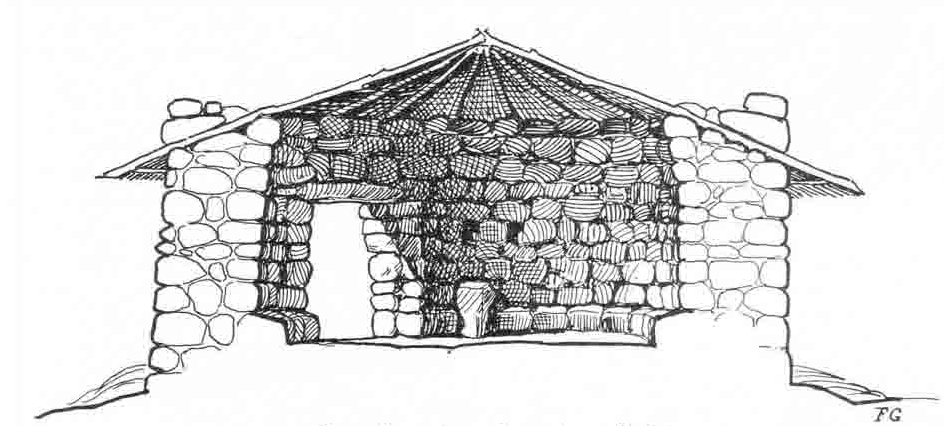
Rekonstruktion einer Rundhütte
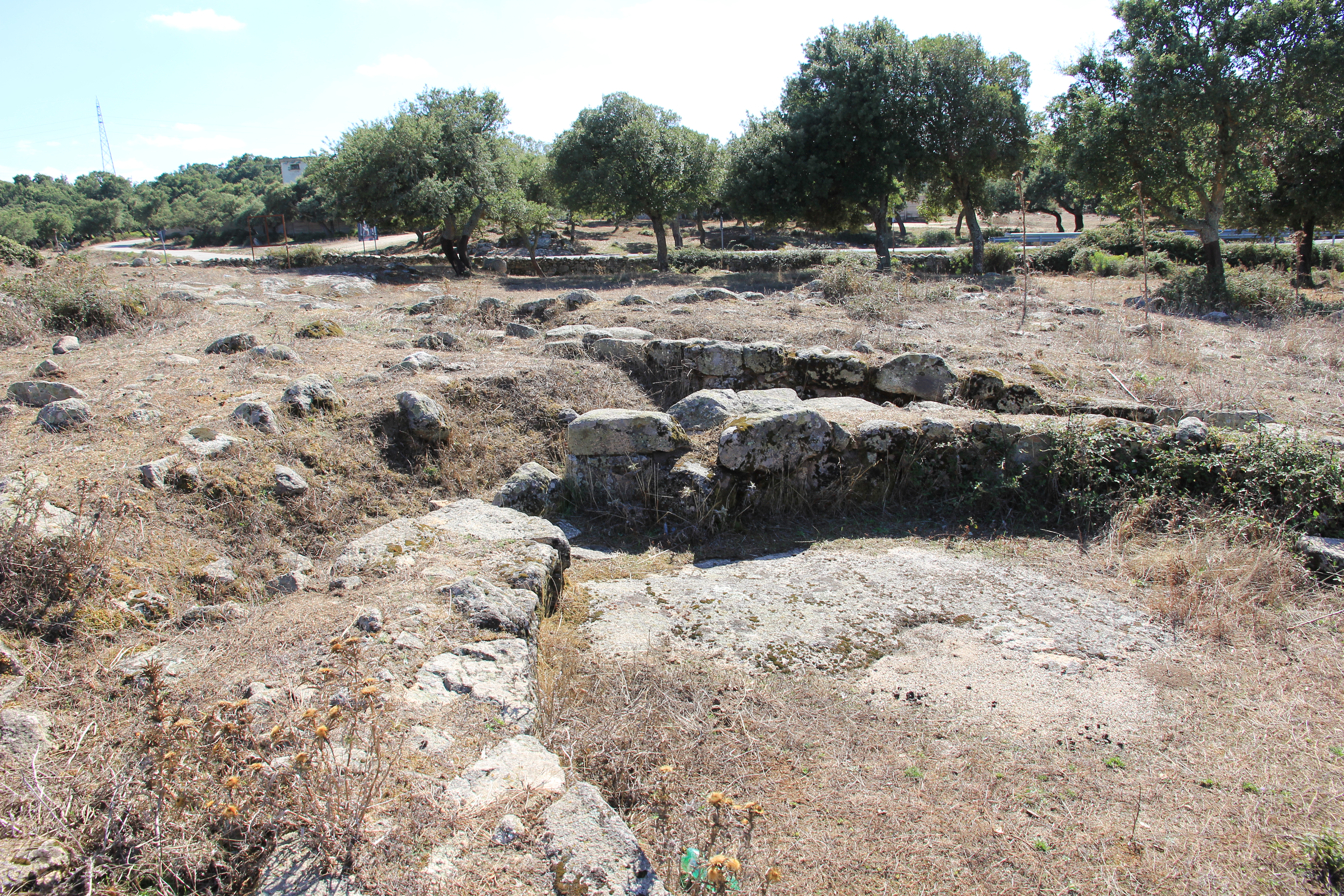
Rundhütte
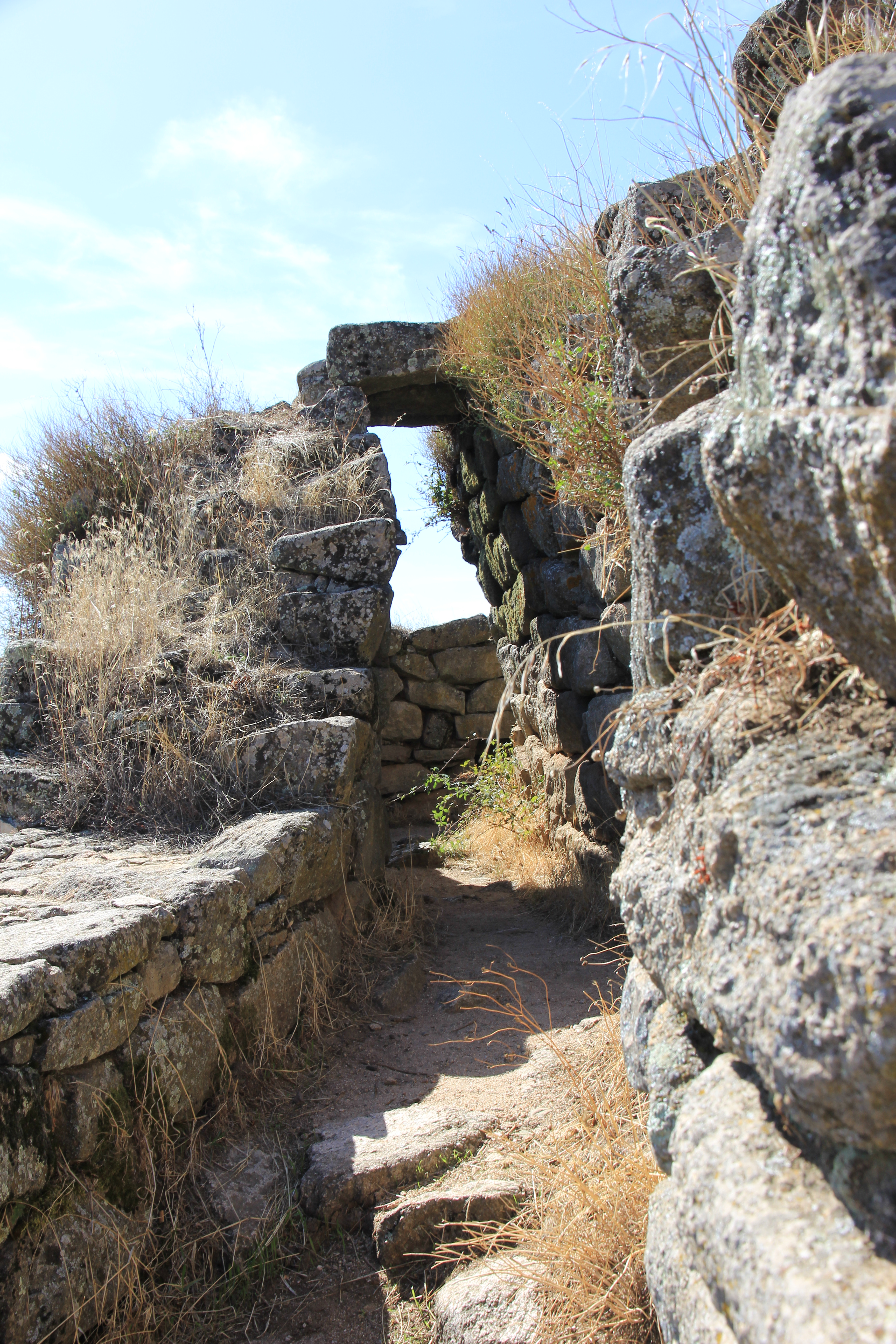
Nuraghe

Gigantengrab von Loelle
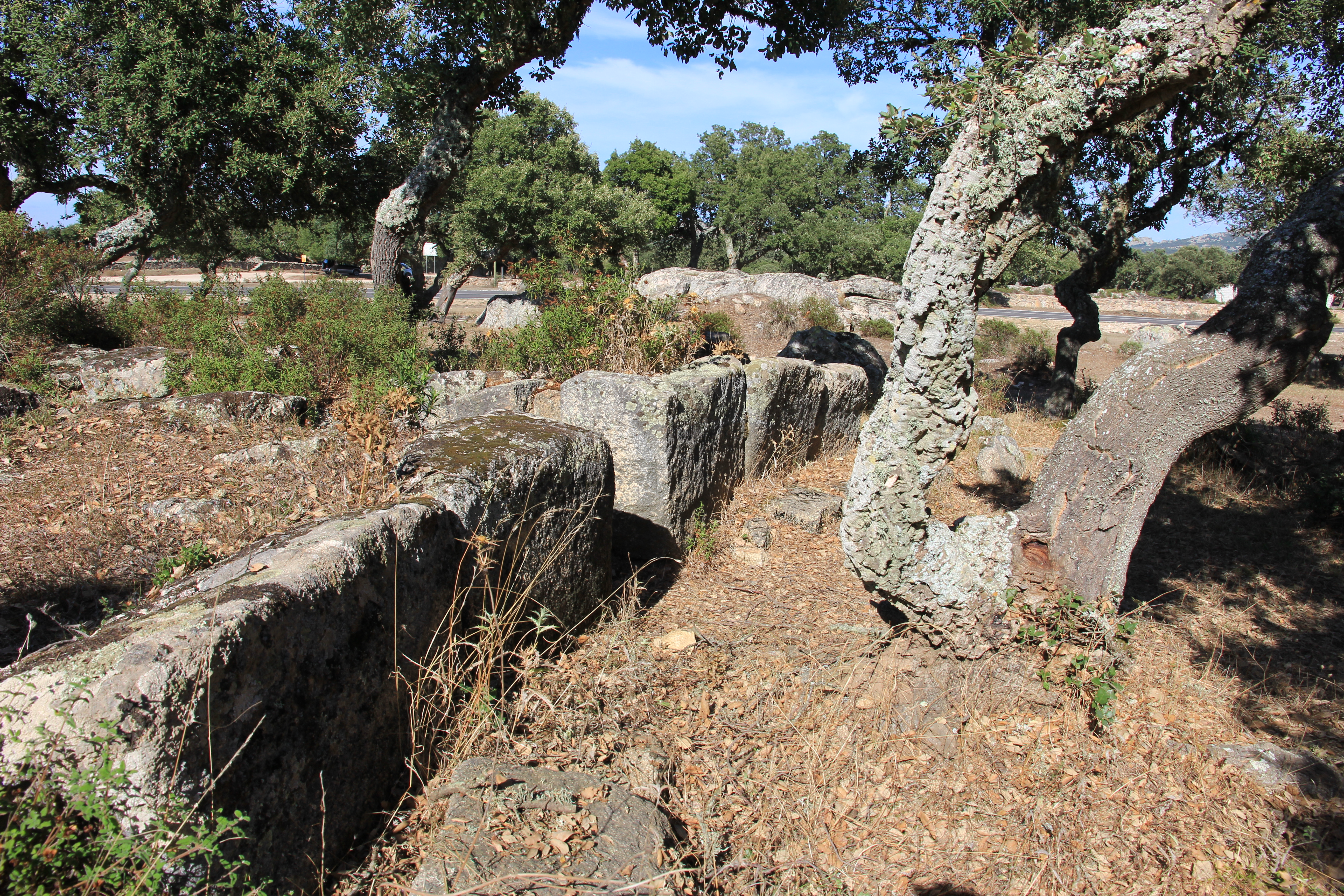
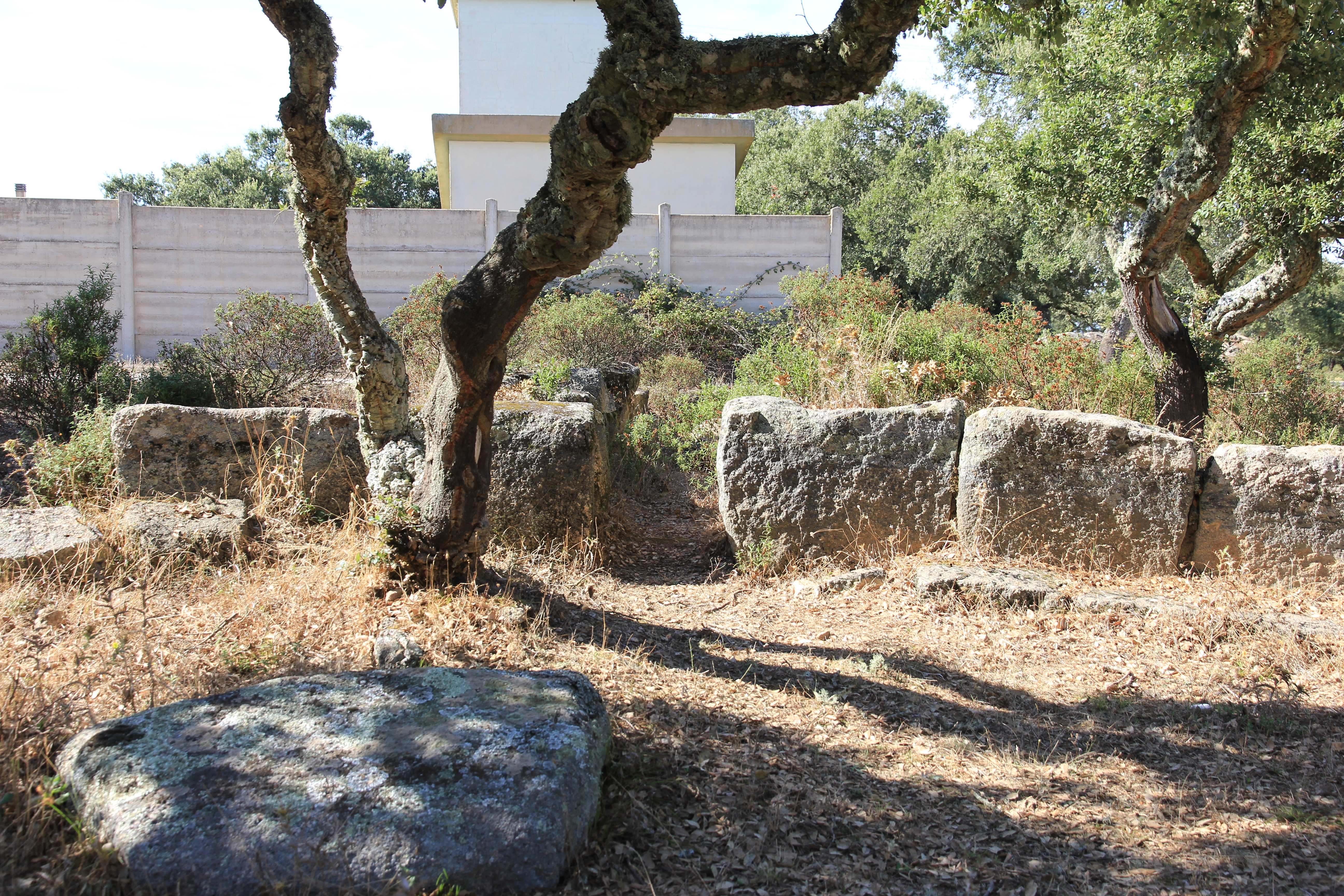
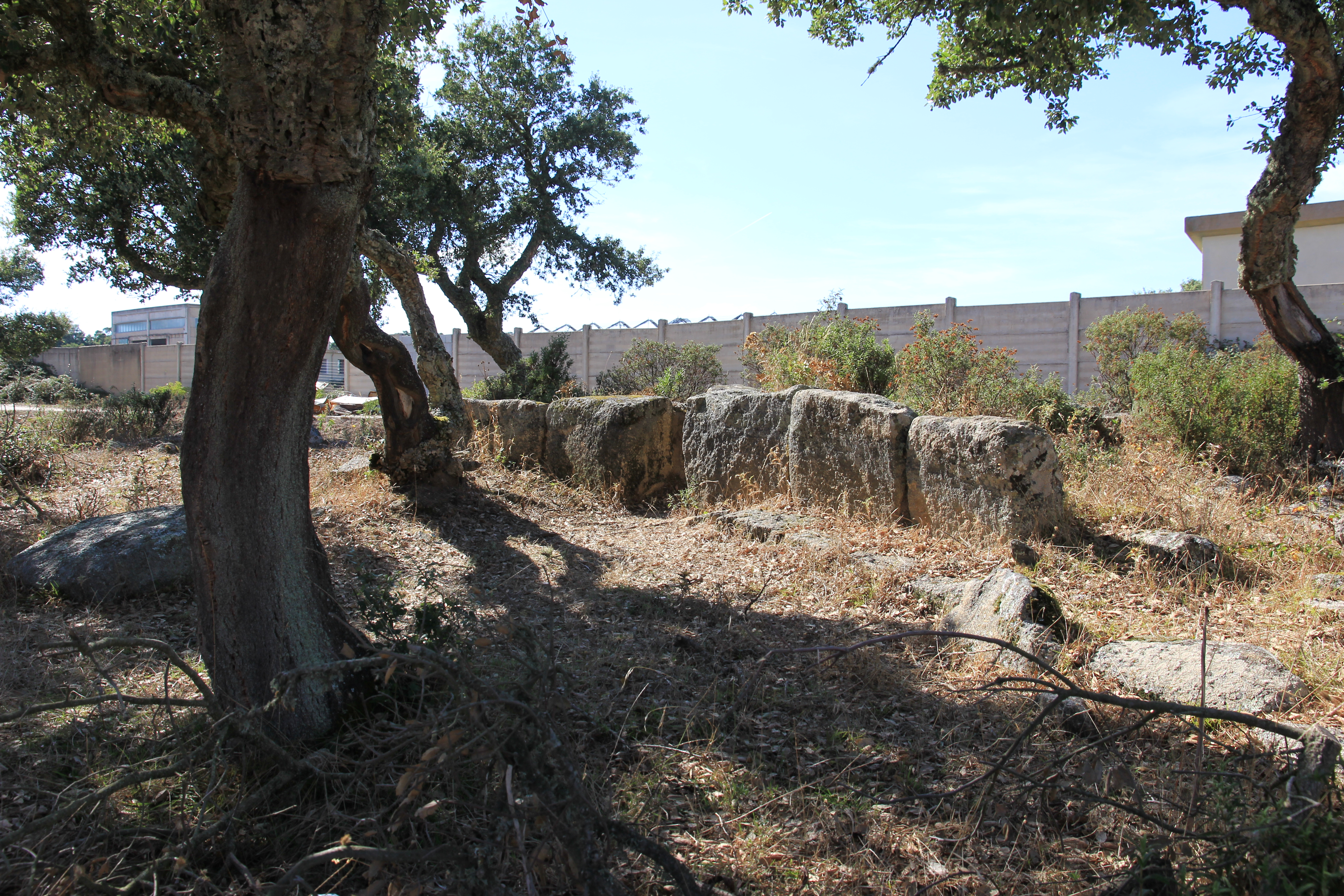
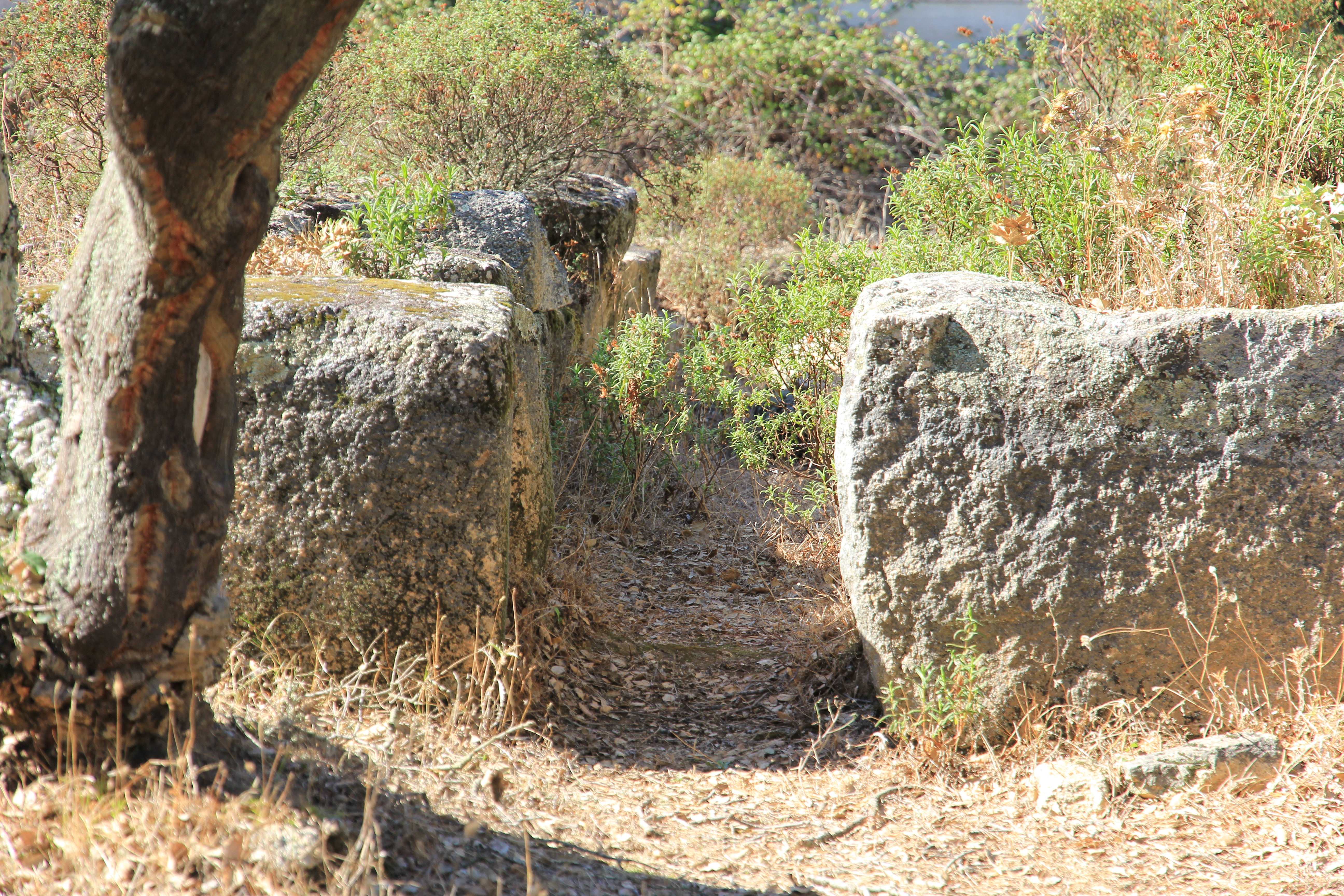
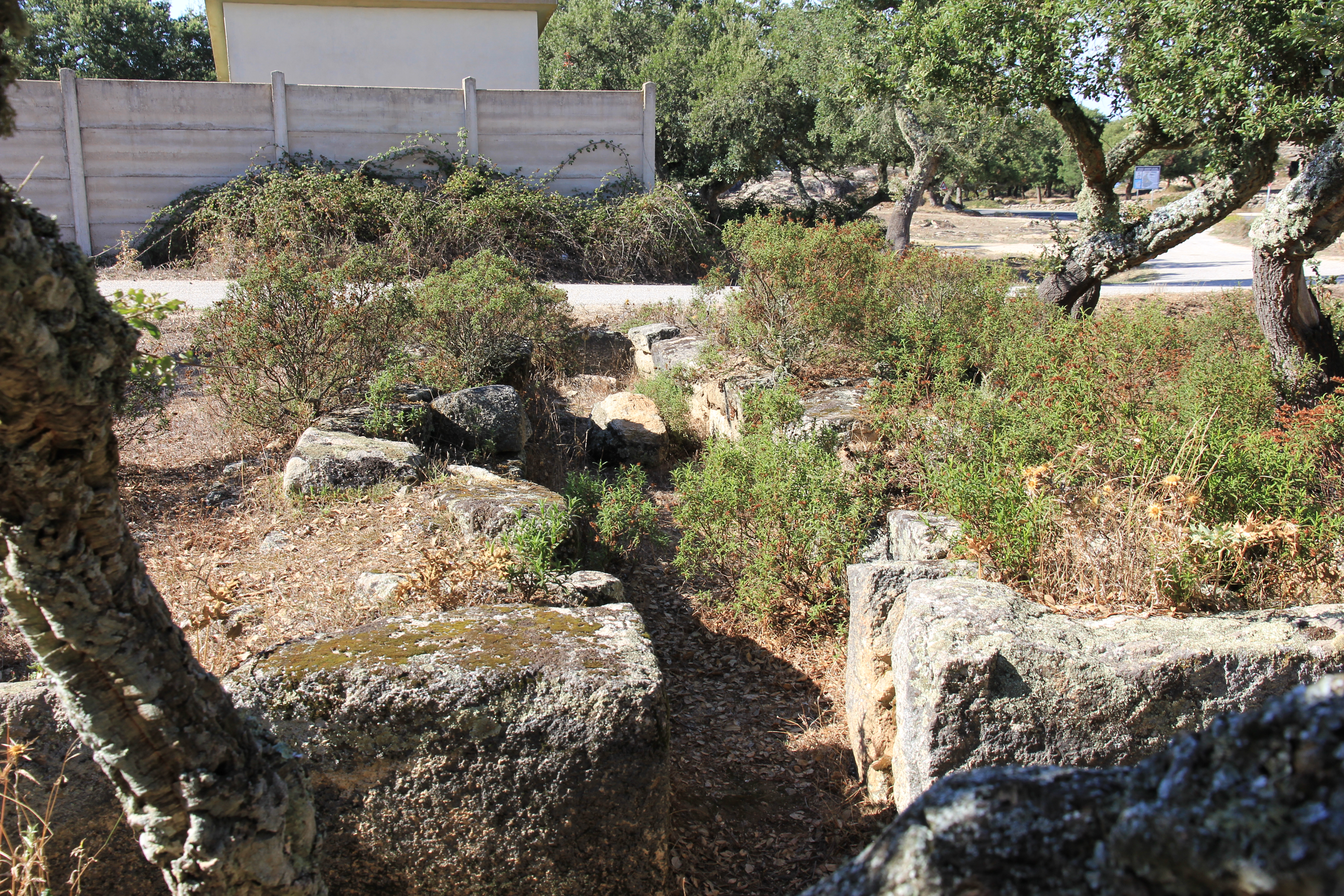